# Königstein (Teufelsmauer)

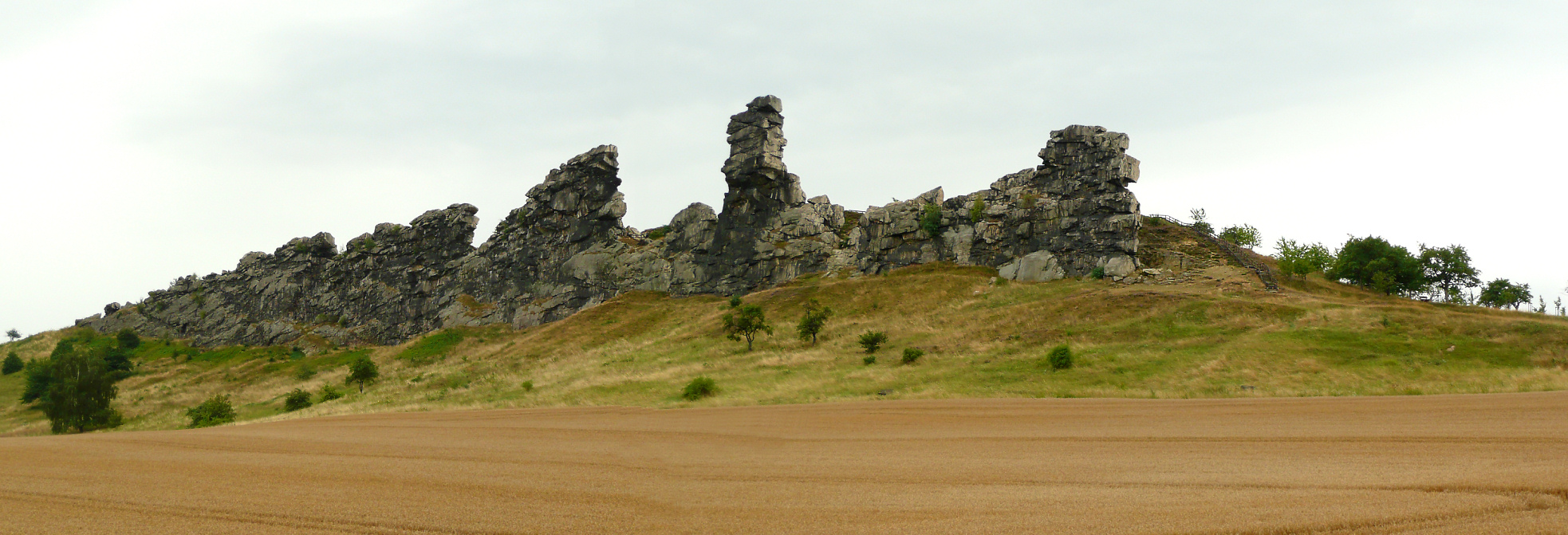
Königstein

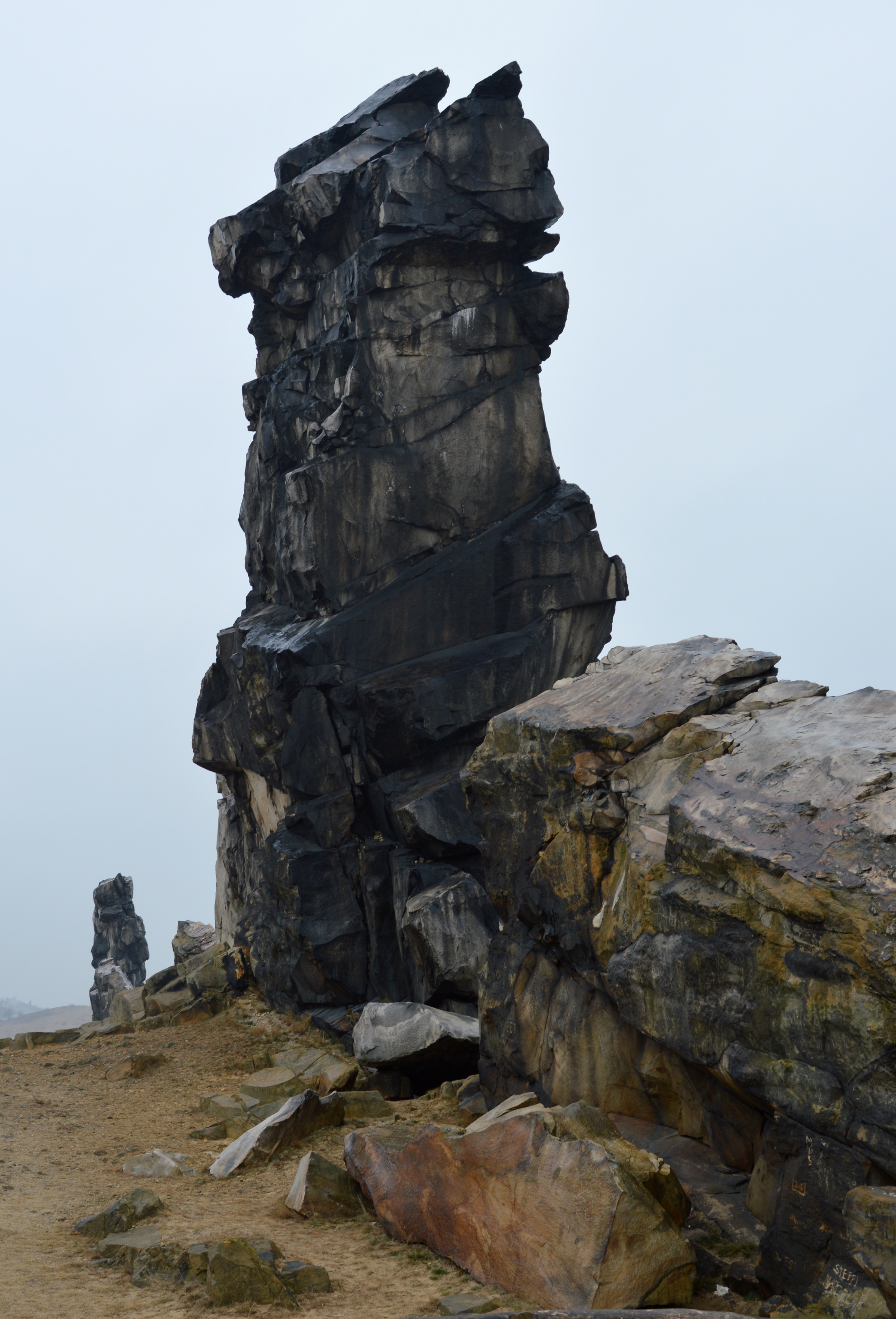
Adlerfelsen

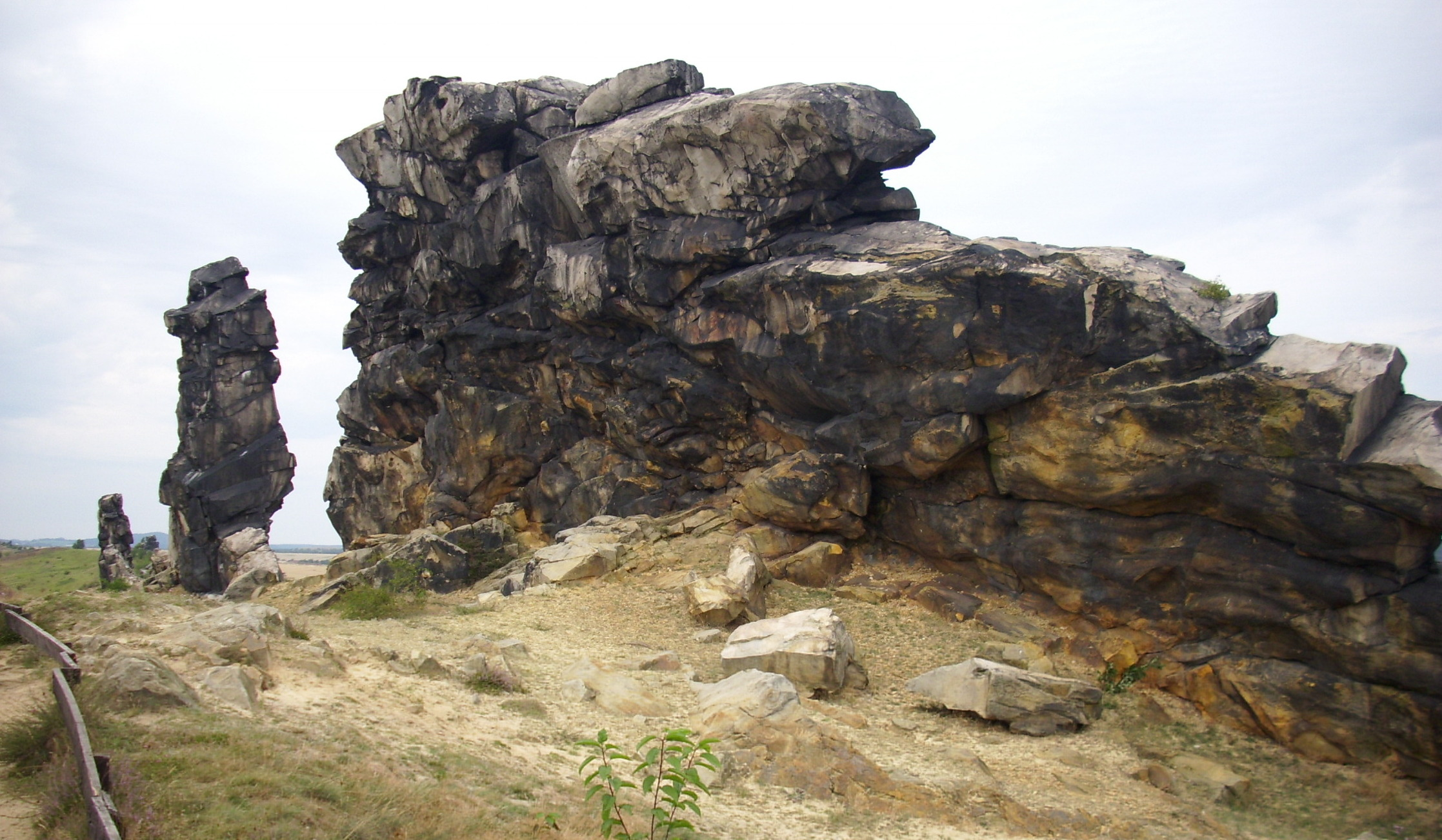
Königstein, 2009, von links nach rechts: Teufel (Westturm), Adlerfelsen (Mönch) und Großmutter

Der Königstein ist eine markante mauerartige Felsformation der Teufelsmauer im nördlichen Harzvorland auf dem Gebiet der Stadt Thale bei Weddersleben im Landkreis Harz in Sachsen-Anhalt.

## Lage
Er erstreckt sich von Nordwesten nach Südosten über etwa 500 Meter nördlich der Bode zwischen dem nördlich gelegenen Dorf Weddersleben und dem südlich liegenden Neinstedt. Etwas weiter westlich liegen die gleichfalls zur Teufelsmauer gehörenden Mittelsteine. Auf der Südseite führt ein Wanderweg dicht am Königstein entlang, der jedoch als Rundweg auch in etwas größerer Entfernung an der Nordseite vorbei führt. Zum Teil wurden Holzwege und Holzplattformen errichtet, um die Zugänglichkeit für Touristen und zugleich die Belange des Naturschutzes zu gewährleisten. Am östlichen Ende des Königsteins liegt das Flurstück Schlangenecke, am westlich das Pflaumenloch. Südöstlich des Königsteins befindet sich die Stempelstelle 188 der Harzer Wandernadel, unweit hiervon steht ein Gedenkstein, der an einen hier ursprünglich beigesetzten unbekannten deutschen Soldaten erinnert. Südlich des Aufstiegs zum Königstein ist ein Schaugarten angelegt.
Der Königstein gehört aufgrund der Schroffheit und Höhe seiner einzelnen Felsen zu den eindrucksvollsten Teilen der Teufelsmauer. Am westlichen Ende befindet sich der Teufel, auch Westturm genannt. Besonders markant ist der Adlerfelsen, der mit einer Höhe 185 m ü. NHN höchste Punkt des Königsteins. Weitere markante Teile sind östlich hiervon die Großmutter und die Lange Wand.
In der Umgebung des Königsteins sind Streuobstwiesen angelegt. Ein bearbeiteter Findling gibt in weiterer Entfernung zu erkennende Landmarken an.

## Name und Geschichte
Der Name Königstein leitet sich vom Namen Kehnstein ab, der so viel wie Verkündigungsstein bedeutete.
Im September 1784 besuchte Johann Wolfgang von Goethe gemeinsam mit dem Maler Georg Melchior Kraus den Königstein. Der auf der Südseite errichtete Goethestein erinnert hieran. Etwa in diesem Bereich finden sich auch historische Inschriften, so ein Notenschlüssel und der geschwungene Buchstabe W. Im Juni 1833 wurde der Königstein von Landrat Carl Weyhe unter Naturschutz gestellt, der damit die über lange Zeit erfolgte Nutzung als Steinbruch unterband.
1934/35, in der Zeit des Nationalsozialismus, wurde auf dem Königstein eine rote Fahne gesetzt. Aufgrund der schweren Zugänglichkeit soll die Fahne dort fast zwei Jahre geweht haben, bis sie eingeholt werden konnte. Dabei stellte sich heraus, dass es sich um einen roten Unterrock gehandelt hatte, der ursprünglich angeblich einer Ehefrau eines NSDAP-Mitglieds gehört haben soll.
Einige Szenen des 1974 veröffentlichten DEFA-Films Hans Röckle und der Teufel wurden hier gedreht. Im östlichen Teil des Königsteins stürzte am 31. August 1989 ein größerer Felsen um. Es kam niemand zu Schaden, das Krachen des Einsturzes war jedoch bis in die umliegenden Orte zu hören.